# 봉양서원 (고령군)
봉양서원 (고령군)(盤巖書院)은 대한민국 경상북도 고령군에 위치한 조선 시대의 서원이다. 1977년에 창건되었으며, 최치원(崔致遠)을 제향하고 있다.